# 迈济耶尔 (卡尔瓦多斯省)
迈济耶尔（法語：Maizières，法語發音：[mɛzjɛʁ] ⓘ）是法国卡尔瓦多斯省的一个市镇，属于卡昂区。

## 地理
迈济耶尔（49°0'59"N, 0°9'30"W）面积7.15 平方千米，位于法国诺曼底大区卡爾瓦多斯省，该省份为法国西北部沿海省份，北濒大西洋英吉利海峡，东北与滨海塞纳省以海上边界相接，东临厄尔省，南至奧恩省，西与芒什省接壤。
与迈济耶尔接壤的市镇（或旧市镇、城区）包括：勒比叙鲁夫尔、孔代叙里夫、埃尔讷、鲁夫尔、萨西、苏瓦尼奥勒。

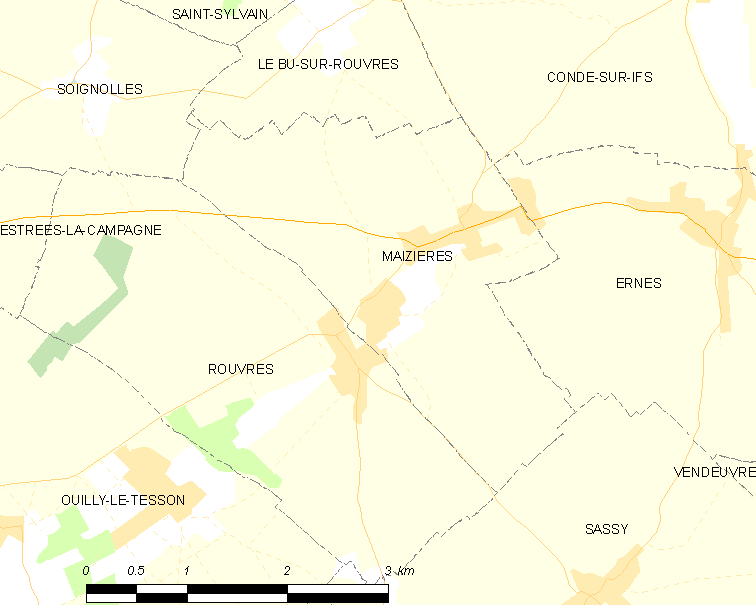
的OSM定位图

迈济耶尔的时区为UTC+01:00、UTC+02:00（夏令时）。

## 行政
迈济耶尔的邮政编码为14190，INSEE市镇编码为14394。

## 政治
迈济耶尔所属的省级选区为法莱斯县。

## 人口

1962-2008年间人口变化图示

迈济耶尔于2022年1月1日时的人口数量为428人。